# John Ghaffari
John Ghaffari, all'anagrafe Cihangir (جهانگیر غفاری; Baku, 9 settembre 1940), è un attore e produttore cinematografico iraniano.

## Biografia
Ha preso parte a più di settanta film, in particolare di produzione turca, molti dei quali negli anni '70.
È famoso per le sue partecipazioni in Senza esclusione di colpi (1988), Dick Turpin (1974), Shaft colpisce ancora (1972) e Le demone (1972). Nel 1975 è apparso in un episodio delle serie TV americana Medical Center.
Ha annunciato il suo ritiro dalle scene nei primi anni '90.

## Filmografia parziale

### Attore
- Malkoçoglu - Cem Sultan, regia di Remzi Jontürk (1969)
- Hak Yolu, regia di Mahmoud Koushan (1971)
- Shaft colpisce ancora (Shaft's Big Score), regia di Gordon Parks (1972)
- Le demone, regia di Jesús Franco (1972)
- El monte de las brujas, regia di Raúl Artigot (1972)
- Se mi arrabbio spacco tutto, regia di George Obadiah (1973)
- Dick Turpin, regia di Fernando Merino (1974)
- Medical Center (1975) - serie TV
- Hunter (1977) - serie TV
- Hundra l'ultima amazzone, regia di Matt Cimber (1983)
- Paura su Manhattan, regia di Abel Ferrara (1984)
- Yellow Hair and the Fortress of Gold, regia di Mark Cimber (1984)
- Senza esclusione di colpi, regia di Newt Arnold (1988)

### Produttore
- Hundra l'ultima amazzone (1983)
- Yellow Hair and the Pecos Kid (1984)
- La cruz de Iberia (1990)